# Aeroportul Toliara
Aeroportul Toliara (IATA: TLE, ICAO: FMST) este un aeroport din Regiunea Atsimo-Andrefana, Madagascar ce deservește zona Toliara. Aeroportul a fost tranzitat în 2018 de 77.547 de pasageri. A fost numit după zona deservită.
Situat la o altitudine de 6 m, aeroportul dispune de 1 pistă.

## Infrastructură

### Piste
Aeroportul dispune de o singură pistă. Pista 04/22 are suprafața de asfalt și dimensiunile 2.000 m × 30 m. 